# 高梨政賴
高梨政賴（1508年?—1576年?），日本戰國時代的武將。信濃國名門高梨氏當主。父親是高梨澄賴。

## 生平
在永正5年（1508年）出生。在建立高梨氏全盛時期的祖父高梨政盛死後，高梨氏因為村上氏的攻勢，以及與鄰近的長沼島津氏、井上一族的須田氏等上杉定實派對立，一時間陷入混戰狀態。不過因為受到長尾為景援助，成功與上杉派的豪族和解，並消滅對手。在武田氏侵攻信濃時，與村上氏一同兩度將其撃退。
在村上氏因為配下的屋代氏等背叛而戰敗後，與其他北信國眾一同繼續抵抗武田氏。弘治3年（1557年）2月，武田軍攻陷水內郡葛山城，並對高梨氏的本據地中野形成威脅。同年4月，長尾景虎（後來的上杉政虎）向北信出兵，不過因為中野北部的志久見鄉的市河氏等投向武田方，高梨氏陷入被圍攻的危機（第三次川中島之戰）。
在第四次川中島之戰前的永祿2年（1559年）3月，武田家的海津城城代春日虎綱（高坂昌信）攻陷中野城。失去根據地後，被逼後退至飯山城。高梨氏作為獨立的國人領主，漸漸失去勢力，並變為依賴長尾氏（翌年改姓上杉氏）。
永祿4年（1561年），在上杉政虎向後北條氏領國關東侵攻時，留在飯山城。同年9月，參加第四次川中島之戰，與兒子秀政、賴親等人一同奮戰，不過沒有恢復舊領。
晩年詳細不明。亦有說法指是在第四次川中島之戰前死去。

## 登場作品
電視劇
- 『天與地』（NHK大河劇，1969年，演員：清水元）
- 『風林火山』（NHK大河劇，2007年，演員：大鷹明良）

## 外部連結
- 武家家伝＿高梨氏 （页面存档备份，存于）
- 武家家伝＿高梨氏 （页面存档备份，存于）